# Ветроломы
Ветроломы — деревня в Максатихинском районе Тверской области России, входит в состав Ривицкого сельского поселения.

## География
Деревня расположена на реке Ривице. Также рядом с деревней, менее чем в одном километре находится ручей Кивый, который впадает в Ривицу. Деревня имеет три улицы, на одной из которых можно добраться через мост, в деревню Фенюшиха. 

## Население
| 2008 | 2010 |
| ---- | ---- |
| 20   | ↘19  |